# Seekport

Firmenlogo

Seekport war die Suchmaschine der deutschen Seekport Internet Technologies GmbH. Die Seekport Internet Technologies GmbH war ein Zusammenschluss der Unternehmen Arexera Information Technologies GmbH (Martinsried) und xperience-at-work GmbH (Hamburg). Firmenhauptsitz war Martinsried, eine Zweitniederlassung existierte in Hamburg. Das Unternehmen wurde im Dezember 2003 mit Hilfe von indischen Investoren gegründet und war seit Januar 2004 operativ tätig. Es wurde eine Werbekampagne mit dem Slogan „Es hat sich ausgegoogelt, Seekport ist da“ gestartet. Am 10. April 2008 wurde Insolvenz angemeldet. Am 30. Januar 2009 ging die Suchmaschine in allen Ländern vom Netz. Für die Firma AllSearch GmbH, die einen Teil der Seekport-Aktivitäten weiterführen wollte, wurde am 20. Januar 2009 das Insolvenzverfahren eröffnet. 
Seekport gab es als regionale Versionen für Deutschland, Frankreich, Großbritannien, Spanien, Italien und Österreich. Die Suchmaschine erlaubte trunkiertes Suchen sowie die Beschränkung der Suchergebnisse auf das Web, News, Blogs oder Referenzen. Suchen konnten auch auf definierte Themenfelder (Politik, Sport, Wirtschaft usw.) beschränkt werden. Eine Besonderheit war der Seekport-Erotikfilter. Für Nutzer, die nicht über die Registrierung ihre Volljährigkeit nachgewiesen hatten, wurden erotische Inhalte aus dem Suchergebnis herausgefiltert.
Der Marktanteil von Seekport lag Mitte 2008 bei unter 0,1 %.
Im Dezember 2014 hat die SISTRIX GmbH, die Werkzeuge und Dienstleistungen zur Suchmaschinenoptimierung anbietet, die Domain seekport.de übernommen. Es wird eine rudimentäre Suchoberfläche angeboten, deren Gestaltung sich am klassischen Seekport-Stil orientiert. Nähere Informationen werden nicht angegeben (Stand: 7. Januar 2015).